# Abu Imran al-Fasi
Abu Imran al-Fasi, (en árabe أبو عمران الفاسي), (nombre completo Abū ʿImrān al-Fāsī mūsā ibn ʿīsā ibn abī ḥāj̲j̲), nacido en 974 en Fez en el seno de una familia bereber, fallecido el 8 de junio de 1039 en Cairuán, fue un alfaquí malikí.
Se estableció en Cairuán para estudiar. Luego continuó sus estudios en Córdoba, donde coincidió con Yusuf ibn 'Abd al-Barr. Es considerado un santo por los sufíes posteriores. Jugó un papel importante en la historia de la dinastía almorávide ya que en su estancia en Cairuán despertó el interés de Yahya ibn Ibrahim, quien, al regresar de la Peregrinación a la Meca, asistía a las clases de Abu Imran y le pidió ayuda para islamizar a su pueblo. Esto inspiró la fundación de los almorávides.
Escribió un comentario sobre el Mudawana de Sahnun.